# انسفالیت بی‌حالی
التهاب خواب‌آور مغز یا انسفالیت بی‌حالی (به انگلیسی: Encephalitis lethargica) شکلی غیر معمول از انسفالیت است که همچنین به عنوان بیماری خواب یا بیماری خواب‌آلودگی نیز شناخته می‌شود (متمایز از بیماری خواب ناشی از مگس تسه). این بیماری اولین بار در سال ۱۹۱۷ توسط کنستانتین فون اکونومو عصب‌شناس و ژان رنه کروشه آسیب‌شناس توصیف شد. این بیماری به مغز حمله می‌کند و برخی از قربانیان را در وضعیتی شبیه مجسمه، لال و بی‌حرکت می‌گذارد. بین سال‌های ۱۹۱۵ و ۱۹۲۶، یک همه‌گیری انسفالیت بی‌حالی در سراسر جهان گسترش یافت. تعداد دقیق افراد مبتلا ناشناخته است، اما تخمین زده می‌شود که بیش از یک میلیون نفر در طول این همه‌گیری به این بیماری مبتلا شده‌اند که مستقیماً باعث مرگ بیش از ۵۰۰٬۰۰۰ نفر شده‌است. بسیاری از کسانی که جان سالم به در بردند هرگز به توانایی قبل از بیماری خود بازنگشتند.

## علائم و نشانه‌ها
انسفالیت بی‌حالی با تب بالا، گلودرد، سردرد، بی حالی، دوبینی، تأخیر در پاسخ فیزیکی و ذهنی، وارونگی خواب و کاتاتونی مشخص می‌شود. در موارد شدید، بیماران ممکن است به یک حالت کما مانند (لالی بی‌حرکت) وارد شوند. بیماران همچنین ممکن است حرکات چشم غیرطبیعی (بحران حرکت چشمی)، پارکینسونیسم، ضعف بالاتنه، دردهای عضلانی، لرزش، سفتی گردن، و تغییرات رفتاری از جمله روان‌پریشی را تجربه کنند. کلازومانیا (یک تیک صوتی) نیز گاهی وجود دارد.

## علت

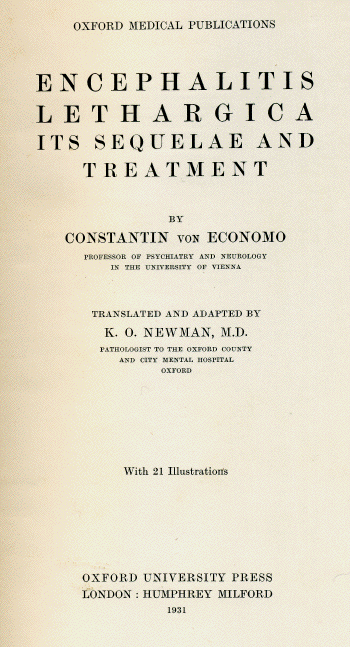
انسفالیت بی حالی. عواقب و درمان آن - اثر کنستانتین فون اکونومو، ۱۹۳۱: صفحه اول

علل انسفالیت بی حالی نامشخص است. اگرچه قبلاً اعتقاد بر این بود که این بیماری با همه‌گیری آنفولانزای اسپانیایی مرتبط است، اما تحقیقات نوین استدلال‌هایی را علیه این ادعا ارائه می‌دهد. برخی از مطالعات منشأ آن را در یک پاسخ خودایمنی بررسی کرده‌اند، و به‌طور جداگانه یا در رابطه با یک پاسخ ایمنی، به آسیب‌شناسی بیماری‌های عفونی - ویروسی و باکتریایی مانند آنفولانزا، که در آن ارتباط با آنسفالیت واضح است، پیوند می‌خورد. پارکینسونیسم پساانسفالیت به وضوح به دنبال شیوع انسفالیت بی‌حالی پس از همه‌گیری آنفلوانزا در سال ۱۹۱۸ ثبت شد. شواهد دال بر علت ویروسی بودن علائم پارکینسون غیرمستقیم است (همه‌گیرشناسی و یافتن آنتی‌ژن‌های آنفلوانزا در بیماران مبتلا به انسفالیت بی حالی)، در حالی که شواهدی که برای رد این عامل استدلال می‌شود از نوع منفی هستند (به عنوان مثال، فقدان RNA ویروسی در مواد مغزی پارکینسونی پس از انسفالیت). در بررسی رابطه بین آنفولانزا و انسفالیت بی‌حالی (EL)، مک کال و همکارانش از سال ۲۰۰۸ به این نتیجه رسیدند که «استدلال دربارهٔ آنفولانزا کمتر از آنچه در حال حاضر تصور می‌شود، تعیین‌کننده است… شواهد مستقیم کمی وجود دارد که از آنفولانزا در عامل EL بودن حمایت می‌کند، و اینکه تقریباً ۱۰۰ سال پس از اپیدمی EL، علت آن همچنان مبهم است.». از این رو، در حالی که نظرات در مورد رابطه انسفالیت بی‌حالی با آنفولانزا همچنان تقسیم‌بندی شده‌است، غلبه ادبیات مردد به نظر می‌رسد.
فلیکس اشترن، متخصص اعصاب آلمانی، که صدها بیمار انسفالیت بی‌حالی را در دهه ۱۹۲۰ مورد بررسی قرار داد، خاطرنشان کرد که انسفالیت بی‌حالی آنها معمولاً در طول زمان تکامل یافته‌است. علائم اولیه با خواب آلودگی یا بیداری غالب می‌شود. علامت دوم منجر به بحران حرکت چشمی می‌شود. سومین علامت بهبودی و به دنبال آن سندرم پارکینسون مانند است. اگر بیماران اشترن این دوره از بیماری را دنبال می‌کردند، انسفالیت بی‌حالی در آنها تشخیص داده می‌شد. اشترن مشکوک بود که انسفالیت بی‌حالی نزدیک به فلج اطفال باشد؛ گرچه بدون شواهدی برای اثبات. با این وجود، او سرم نقاهت از بازماندگان اولین سندرم حاد را آزمایش کرد. او بیمارانی را با علائم اولیه واکسینه کرد و به آنها گفت که ممکن است موفقیت‌آمیز باشد. مطالب اشترن در کتابی به نام انسفالیت همه‌گیر (به آلمانی: Die Epidemische Encephalitis) در دهه ۱۹۲۰ به چاپ رسید.
در سال ۲۰۱۰، در خلاصه‌ای از انتشارات دانشگاه آکسفورد که دیدگاه‌های تاریخی و معاصر در مورد انسفالیت بی‌حالی را مرور می‌کند، ویراستار آن، جوئل ویلنسکی، از دانشکده پزشکی دانشگاه ایندیانا، به نقل از نوشته محقق دیگری از سال ۱۹۳۰، می‌گوید: «ما باید اعتراف کنیم که علت هنوز مبهم است، عامل ایجاد کننده هنوز ناشناخته است، معمای پاتولوژیک هنوز حل نشده‌است…»، و در ادامه نتیجه‌گیری زیر را تا تاریخ انتشار ارائه می‌دهد:
آیا جلد حاضر «معمای» EL را که از آن به عنوان بزرگ‌ترین معمای پزشکی قرن بیستم یاد می‌شود، حل می‌کند؟ متأسفانه، خیر: اما مطمئناً در اینجا اقداماتی در زمینه تشخیص، آسیب‌شناسی و حتی درمان انجام شده‌است.
پس از انتشار این خلاصه، یک انتروویروس در موارد آنسفالیت بی‌حالی ناشی از همه‌گیری کشف شد. در سال ۲۰۱۲، الیور ساکس، نویسنده کتاب بیداری‌ها، در مورد بازماندگان نهادینه شده، این ویروس را به عنوان عامل احتمالی بیماری اذعان کرد. منابع دیگر استرپتوکوک پنومونیه را به عنوان یک علت پیشنهاد کرده‌اند.

## تشخیص
چندین معیار تشخیصی برای انسفالیت بی‌حالی پیشنهاد شده‌است. یکی، که به‌طور گسترده پذیرفته شده‌است، شامل یک بیماری انسفالیت حاد یا نیمه حاد است که در آن سایر علل شناخته شده انسفالیت حذف شده‌اند. معیار تشخیصی دیگری که اخیراً پیشنهاد شده‌است، می‌گوید که تشخیص انسفالیت بی‌حالی «ممکن است در صورتی مد نظر قرار گیرد که وضعیت بیمار را نتوان به هیچ بیماری عصبی شناخته‌شده دیگری نسبت داد و علائم زیر را نشان دهد: علائم آنفولانزامانند؛ پرخوابی (به انگلیسی: Hypersomnia)، توانایی بیدار شدن، چشم‌فلجی (فلج عضلات کنترل‌کننده حرکت چشم) و تغییرات روانی.» برخی دیگر بی‌حالی، چهره‌های بی رمق (به انگلیسی: Masklike facies)، خون اضافی در مننژها، و سایر علائم عمومی عصبی را توصیف می‌کنند.

## درمان

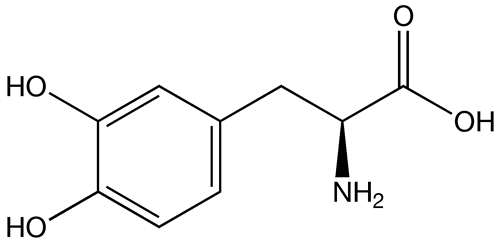
L-DOPA

رویکردهای درمانی نوین برای انسفالیت بی‌حالی شامل معالجه‌های تعدیل‌کننده سیستم ایمنی و درمان‌هایی برای بهبود علائم خاص است.
تاکنون شواهد کمی مبنی بر درمان مؤثر ثابت برای مراحل اولیه وجود دارد، اگرچه در برخی از بیمارانی که استروئید دریافت کرده‌اند پیشرفت در بهبودی دیده شده‌است. این بیماری پیشرونده می‌شود و شواهدی از آسیب مغزی مشابه بیماری پارکینسون وجود دارد. 
درمان پس از آن علامتی است. L-DOPA (لوودوپا) و سایر داروهای ضد پارکینسون اغلب پاسخ‌های چشمگیری ایجاد می‌کنند. با این حال، اکثر افرادی که L -DOPA دریافت می‌کنند، بهبودهایی را تجربه می‌کنند که عمر کوتاهی دارند.

## موارد قابل توجه
موارد قابل توجه عبارتند از:
- موریل «کیت» ریچاردسون (با فامیل پدری هویت)، همسر اول بازیگر سر رالف ریچاردسون، در اکتبر ۱۹۴۲ بر اثر این بیماری درگذشت، و برای اولین بار در ۱۹۲۷–۱۹۲۸ علائم را نشان داد.[نیازمند منبع]
- گمانه‌زنی‌هایی وجود دارد که آدولف هیتلر ممکن است در جوانی به بیماری انسفالیت بی‌حالی مبتلا شده باشد (علاوه بر مورد اساسی‌تر پارکینسونیسم در سال‌های آخر زندگی‌اش).[۳۱][۳۲][۳۳][۳۴]
- مروین پیک (۱۹۱۱–۱۹۶۸)، نویسنده کتاب‌های گورمنگاست، زوال به سمت مرگش در ابتدا به انسفالیت بی‌حالی با علائمی شبیه به پارکینسون نسبت داده شد، اگرچه دیگران بعداً اعلام کردند که کاهش سلامتی و مرگ نهایی او ممکن است به دلیل زوال عقل اجسام لویی باشد.[۳۵][۳۶]
- مواردی که در کتاب بیداری‌ها توسط الیور ساکس، عصب‌شناس بریتانیایی شرح داده شده‌است.[۳۰]
- جین نورتون گرو مورگان، همسر جی پی مورگان جونیور، در سال ۱۹۲۵ بر اثر انسفالیت بی‌حالی درگذشت. در آن زمان، پزشکان آنسفالیت او را به ابتلا به آنفولانزا در طول همه‌گیری ۱۹۱۸ نسبت دادند.[۳۷]

## در سینما
در سال ۱۹۹۰، پنی مارشال کارگردان آمریکایی فیلم بیداری‌ها را ساخت که بر اساس کتاب خاطراتی به همین نام اثر الیور ساکس بود.

## برای مطالعهٔ بیشتر
- Crosby, Molly Caldwell (2010). 'Asleep: The Forgotten Epidemic that Remains One of Medicine's Greatest Mysteries. New York: Penguin/Berkley.[بدون شابک] – Describes the history of the disease, and the epidemic of the 1920s.
- Reid, A.H.; McCall, S.; Henry, J.M.; Taubenberger, J.K. (2001). "Experimenting on the Past: The Enigma of von Economo's Encephalitis Lethargica". J. Neuropathol. Exp. Neurol. 60 (7): 663–670. doi:10.1093/jnen/60.7.663. PMID 11444794.
- Sacks, Oliver (1990). Awakenings. Vintage Books. ISBN 978-0-375-70405-5. OCLC 21910570.
- Sacks O (1983). "The origin of 'Awakenings'". Br. Med. J. (Clin. Res. Ed.). 287 (6409): 1968–1969. doi:10.1136/bmj.287.6409.1968. PMC 1550182. PMID 6418286.
- Vilensky, J.A.; Foley, P.; Gilman, S. (2007). "Children and Encephalitis Lethargica: A Historical Review". Pediatr. Neurol. 37 (2, August): 79–84. doi:10.1016/j.pediatrneurol.2007.04.012. PMID 17675021.
- Vilensky, Joel A., ed. (2010). Encephalitis Lethargica: During and After the Epidemic. Oxford, UK: Oxford University Press. ISBN 978-0-19-045220-9.